# Opius brownsvillensis
Opius brownsvillensis är en stekelart som beskrevs av Fischer 1965. Opius brownsvillensis ingår i släktet Opius och familjen bracksteklar. Inga underarter finns listade i Catalogue of Life.